# Marsovin
ТОВ "Марсовін" - найбільший виробник винного сорту на Мальті.
Він пресує приблизно від 50% до 55% винограду, який вирощується місцево. ТОВ було засноване в 1919 році і знаходиться в Паолі  [Архівовано 28 березня 2022 у Wayback Machine.] .
Вина Марсовін мають високий рівень якості, який  пояснюється сприятливими кліматичними умовами Мальти та суворим контролем експертами з виноградарського аспекту до процесу виноробства. Вина "Марсовін" пройшли випробування у міжнародних змаганнях та отримували нагороди золоті, срібні та бронзові медалі.Такі змагання включають Efffervescents du Monde, International Wine Challenge, Challenge du Vin, Emozioni del Mondo серед інших.
Сьогодні Марсовіну належать  п’ять маєтків, що свідчить про прихильність його культурі вина. Маєтки належать Марсовіну та сім’ї Кассарів і спеціально призначеній для виробництва високоякісних одномісних вин. За останні роки "Марсовін"  представив у своєму портфоліо кілька вин, усі вони виробляються із землі під контрактом, що належить мальтійцям і Гозітанам. Зараз Марсовін контрактує 1116 тумолів / 125 га.
У своєму портфоліо Marsovin має широкий вибір брендів - від столових вин до Single Vineyard, Methode Traditionnelle та солодких вин. Марсовін був створений ще в 1919 році. Винзавод знаходився в щасливому положенні, де повільно міг створювати широкий асортимент вин для різних смаків та бюджетів. 
Протягом своєї історії Марсовін був піонером у виробництві вина на Мальті.В 70-х роках Марсовін був першим, хто випустив найвище вино Мальти - сортовий асортимент вин Mono. Спочатку Marsovin посадив свій найбільший виноградник на півдні Мальти, Marnisi між Зейтуні і Марсашлокк . Потім з цього винограднику вийшло два вина благородного характеру - Антонін та Марнісі.
Наступним великим досягненням  Марсовін стало виробництво першого в історії методу Brut, методу класики із сорту винограду шардоне, Кассар Де Мальте у 1997 році.
Між цими великими віхами для винзаводу Марсовін були інші дуже важливі бренди, такі як Grand Maitre,  випущений в 1999 році, сьогодні це вино визнане багатьма любителями вина на острові найкращим червоним вином Мальти.
Марсовін - єдиний на Мальті виробник вина, який виробляє ігристе вино. Кассар де Мальте виніфікується за тими самими процедурами, що і традиційна методика, яка використовується для створення шампанського. Це марсовінське вино  виготовляють із винограду Шардоне, зібраного з приватного маєтку родини з 15 тумолами у Вардії, де є 7500 лоз. З кожного врожаю виробляється не більше 8000 пляшок. Процес займає більше двох років, включаючи дві ферментації та 15 місяців, коли пляшки залишаються лежати на осаді, що дозволяє перетворити дріжджі в осад. Пляшки розміщують на спеціальних стелажах, які називаються пупітрами, де їх повертають вручну щодня протягом чотирьох тижнів. При цьому осад збирається в горловині, звідки його остаточно виймають. Це визначає його класифікацію як Brut.
В даний час Marsovin присутній у Сполучених Штатах Америки, Китаї, Гонконгу,  Японії,  та постачає  споживачам по всьому світу.

## Історія
Після Першої світової війни Чев. Ентоні Кассар заснував винну компанію з іменами А. і Г. Кассар . Кассар починав як невеликий виробник вина, який збирав виноград у місцевих фермерів і виробляв вино, яке потім продавалось і розподілялося по магазинам на запряжених кіньми возах.  Фірма називається Marsovin Ltd з 1956 року, але все ще належить родині Кассарів,  .  [Архівовано 30 листопада 2021 у Wayback Machine.] Спочатку  виноград, в основному, завозили з інших країн, але з 1950-х років Марсовін має власні виноградники  [Архівовано 30 листопада 2021 у Wayback Machine.]. Вирощують червоний та білий виноград, переважно французьких типів.
Сьогодні Марсовіну належить більш 199 курганів земл. Винні погреби розташовані в будівлі, побудованій за часів Ордена Святого Іоанна, де зберігається понад 220 дубових бочок, використовуваних для витримки червоних вин преміум-класу. Садиби та льохи Марсовіна являються свідченням прихильності Марсовіна культурі вина.